# Anoectochilus
Anoectochilus es un  género de unas 50 especies de orquídeas terrestres  y ocasionalmente litófitas de la tribu Cranichideae de la familia de las (Orchidaceae). Se distribuyen en Sri Lanka, India, Japón, Malasia, Indonesia, y las islas del Pacífico.
(Otros dos géneros, Ludisia y Macodes, tienen un follaje variado y también se denominan como  "Orquídeas Joya").

## Distribución y Hábitat
Estas orquídeas  terrestres pequeñas se encuentran en la sombra profunda de bosques húmedos. Se encuentran por el este de Asia, desde los Himalayas, Sri Lanka, India, Japón, Malasia, Indonesia, y las islas del Pacífico.

## Descripción
Estas son plantas herbáceas terrestres en las que las hojas son muy atractivas por su aspecto de terciopelo de diversos tonos de verde con venas coloreadas de color gris plateado, púrpura, marrón, amarillo o naranja.
Estas especies producen inflorescencias con pocas flores pero de gran tamaño en comparación con el total de la planta. Las flores son resupinadas, los pétalos y sépalos están libres. Los pétalos junto al sépalo dorsal forman una especie de gorra. El labelo es de mayor tamaño que los sépalos y los garfios del labelo poseen segmentos filiformes en cada lado que emergen de su parte interna. Los márgenes del labelo están enrollados. La base es saculiforme conteniendo dos protuberancias pequeñas. Tienen 2 estigmas y 2 polinias.
Estas especies son muy cultivadas más por el atractivo de sus hojas que por sus flores.

## Usos Medicinales
Algunas especies de Anoectochilus se usaron en  China como plantas medicinales. Los chinos hacían té con las hojas y tenían la creencia de que eran beneficiosamente curativas en las enfermedades de pulmón y de hígado.
La escuela de tecnología Médica, Colegio Médico Yang-Ming en Taiwán, ha elaborado estudios usando Anoectochilus formosanus como un agente antiinflamatorio, agente antifebrífugo, agente antidepresivo, e incluso contra el virus de la gripe A.

## Taxonomía
El género fue descrito por Carl Ludwig Blume y publicado en Bijdragen tot de flora van Nederlandsch Indië 8: 411–412. 1825.
Etimología
Anoectochilus (abreviado Anct.): nombre genérico que procede del griego:  ἀνοικτός "aniktos" = "abierto" y de χεῖλος "cheilos" = "labio", en referencia al aspecto amplio del labelo debido a una doblez de la flor que dirige la parte del labelo hacia abajo.
 Nombre Común: 
- Español: "Orquídeas Joya"

## Especies deAnoectochilus
La especie tipo es : Anoectochilus setaceus Blume (1825)
- Anoectochilus abbreviatus
- Anoectochilus albolineatus (Tailandia)
- Anoectochilus bisaccatus
- Anoectochilus brevilabris
- Anoectochilus brevystilus
- Anoectochilus burmanicus Rolfe.
- Anoectochilus calcaratus
- Anoectochilus chapaensis Gagnepain.
- Anoectochilus cincinnus
- Anoectochilus daoensis Gagnepain.
- Anoectochilus dawsonianus
- Anoectochilus elatus (Lindl). (Kerala)
- Anoectochilus elwesii (Clarke ex Hook.f.) King et Pantl.
- Anoectochilus formosanus Hayata. (Taiwán)
- Anoectochilus geniculatus Ridl.
- Anoectochilus grandiflorus  (China)
- Anoectochilus griffithi  (China)
- Anoectochilus hispida
- Anoectochilus inabai
- Anoectochilus intermedius
- Anoectochilus koshunensis Hayata.
- Anoectochilus lanceolatus Lindl. Simkuna.
- Anoectochilus longicalcaratus
- Anoectochilus lowii
- Anoectochilus lylei  (endémica de Vietnam)
- Anoectochilus marmorata
- Anoectochilus nanlingensis LP Siu & KY Lang. (China)
- Anoectochilus narasimhanii
- Anoectochilus petelotii
- Anoectochilus regalis  (India)
- Anoectochilus reinwardtii
- Anoectochilus reticulata
- Anoectochilus rollinsoni
- Anoectochilus rotundifoluis
- Anoectochilus roxburghii
- Anoectochilus roxburlihayata (Thuoc ha Lan) (Vietnam)
- Anoectochilus sandvicensis Lindl. (endémica de Hawái)
- Anoectochilus setaceus (Blume) Lindley.
- Anoectochilus siamense
- Anoectochilus sikkimensis
- Anoectochilus subregularis  (Australia)
- Anoectochilus tetrapterus Himal. Pl. J.
- Anoectochilus tortus (King et Pantl.) King et Pantl.
- Anoectochilus vittata
- Anoectochilus yatesiae F.M. Bailey
- Anoectochilus yungianus
- Anoectochilus zhejiangensis